# Peter Baden
Peter Skaare Baden, ou Peter Baden,  né le 4 février 1979 , est un compositeur de musique, arrangeur, producteur et musicien norvégien en activité depuis 1999.
Il a notamment été directeur musical des Jeux olympiques de la jeunesse d'hiver de 2016 de Lillehammer. Il est ainsi à l'origine des musiques de la cérémonie d'ouverture, mais aussi du thème musical de cette édition, Go Beyond, Create Tomorrow, interprété par Mo et Sirius.
Il compte également diverses collaborations musicales dans plusieurs styles différents, avec le Théâtre national d'Oslo (Nationaltheatret), la comédie musicale Dropout ou le cinéma par exemple. 